# Fresno Chandler Executive Airport

i7
i11
i13
Der Flugplatz Fresno Chandler Executive (IATA-Code: FCH, ICAO-Code: KFCH) ist ein öffentlicher Flugplatz rund 3 Kilometer westlich der Innenstadt der kalifornischen Stadt Fresno. Er dient der Allgemeinen Luftfahrt. Dagegen werden regelmäßige Verbindungen durch Fluggesellschaften vom Fresno Yosemite International Airport, der 8 km nordöstlich liegt, angeboten.

## Geschichte
Der Fresno Chandler Executive Airport ist einer der ältesten in Betrieb befindlichen Flughäfen in Kalifornien. Seine Geschichte reicht bis zum Ende des Ersten Weltkriegs zurück, als der Bauer Wilber F. Chandler Piloten erlaubte von seinen Feldern zu starten, sobald die Ernte eingefahren war.
In den frühen 1920er Jahren begannen die Bemühungen um die Beschaffung von Mitteln für einen permanenten Flugplatz in Fresno.
Am Thanksgiving Day 1923 wurde der „World's Greatest Aerial Circus“ veranstaltet.
Im Jahr 1929 schenkte die Familie Chandler der Stadt 100 Acre Land für einen öffentlichen Flugplatz. Das Gelände wurde nach der Familie benannt und im November 1929 als Chandler Air Field eröffnet.
Am 23. März 1930 landete Charles Lindbergh auf dem Flugplatz und über 20.000 Menschen begrüßten ihn dort.
Die Works Progress Administration (WPA) finanzierte 1936 den Bau des Flughafenterminals und des Verwaltungsgebäudes sowie weiterer Nebengebäude. Stand 2022 stehen die Gebäude noch und werden weiterhin aktiv genutzt. Die WPA verlängerte 1938 auch die Landebahn von Chandler auf 4000 Fuß.
Trotz der Investitionen war jedoch bereits klar, dass der kleine Flugplatz nicht in der Lage sein würde, die immer größeren Flugzeuge der kommerziellen Fluggesellschaften bedienen zu können.
Anfang 1941, kurz bevor die Vereinigten Staaten offiziell in den Zweiten Weltkrieg eintraten, übernahm der Southwest Air District des United States Army Air Corps den Flughafen, während in der Nähe das Hammer Field gebaut wurde. Hammer Field wurde im Juni 1942 eröffnet und alle militärischen Aktivitäten wurden dorthin verlegt.
Nach Kriegsende, 1946, wurde Chandler zum Regionalflughafen.